# Youngia racemifera
Youngia racemifera là một loài thực vật có hoa trong họ Cúc. Loài này được (Hook.f.) Babc. & Stebbins miêu tả khoa học đầu tiên năm 1943.